# Pont de Stonecutters

Localisation du pont Tsing Ma et des différents autres grands ponts de Hong Kong

Le pont de Stonecutters (chinois simplifié : 昂船洲大桥 ; chinois traditionnel : 昂船洲大橋 ; pinyin : áng chuán zhōu dà qiáo ; cantonais Jyutping : ngong5 syun4 zau1 daai6 kiu4 ; litt. « « Grand pont du continent des bateaux élevés » ») est un pont à haubans franchissant le canal de Rambler à Hong Kong et reliant les îles de Tsing Yi et de Ngong shuen chau (chinois simplifié : 昂船洲 ; cantonais Jyutping : ngong5 syun4 zau1), ou Stonecutters en anglais, signifiant tailleurs de pierre). Mis en service le dimanche 20 décembre 2009, il est depuis cette date le deuxième pont à haubans le plus grand au monde avec une portée de 1 018 mètres, derrière le pont de Sutong dont la portée est de 1 088 mètres.
Le pont constitue une section de la route 8 de Hong Kong (en), reliant Sha Tin, Cheung Sha Wan (en), l’île Tsing Yi, Ma Wan et l'île de Lantau. Les autres grands ouvrages faisant partie de cet itinéraire sont le tunnel Nam Wan (en) (achevé en 2008), le tunnel Eagle's Nest (en) (achevé en 2008), le tunnel Sha Tin Heights (en) (achevé en 2008), le pont Tsing Ma (achevé en 1997) et le pont Kap Shui Mun (en) (terminé en 1997).

## Descriptif
La longueur totale de ce pont à haubans est de 1 596 mètres. Le tablier comporte trois voies dans chaque direction et est supporté par des ABCA haubans arrimés à deux tours situées l'une sur l'île de Tsing Yi et l'autre sur l'île de Stonecutters.

## Consultation
Un concours international pour la conception et la réalisation de l’ouvrage a été lancé par l’administration des Ponts et Chaussées de Hong Kong et a été gagné par un groupe composé des architectes Dissing + Weitling et des bureaux d'ingénierie Thoumassé Group, Flint & Neill Partnership et Shanghai Municipal Engineering Design Institute. Un design de référence a été choisi. Un groupe dirigé par Ove Arup & Partners avec Cowi A / S en tant que principal sous-consultant a ensuite proposé la conception détaillée de l’ouvrage et de ses abords.

## Conception

### Descriptif général
L’ouvrage est un pont à haubans avec un tablier aérodynamique à deux niveaux suspendu à des pylônes constitués d’un seul mât de 295 m de hauteur. Ces pylônes mesurent 24 m x 18 m à la base pour 7 m de diamètre au sommet. Une hauteur libre de navigation de 73,5 m est dégagée pour permettre l’accès au port à conteneurs.

### Prise en compte du vent
Avec le Pont Tsing Ma, le Pont Kap Shui Mun et le Pont de Ting Kau , il est surveillé par le Vent et la Surveillance de Santé Structurale du Système (WASHMS).

## Construction

### Pylônes
Les deux pylônes sont en béton jusqu'au niveau de 175 m et en matériau composite constitué d'une bague intérieure en béton avec une enveloppe en acier inoxydable de 20 à 25 mm d'épaisseur pour les 120 m supérieurs. Le premier concept comportait une structure en acier jusqu’au niveau de 175 m, mais Arup a constaté que cette configuration serait trop sensible et pourrait conduire à des vibrations incompatibles avec les haubans. Le remplacement de la section en acier par une section composite plus lourde résolut ce problème. Pour des raisons de durabilité et d'esthétique, d'autres études conclurent que l’enveloppe de la tour devait être fabriquée à partir d'un acier inoxydable duplex avec une surface finie par grenaillage. Le tablier est en acier dans la travée principale et en béton dans les travées latérales.

### Fondations
Les fondations de la tour sont situées à moins de 10 m des digues de chaque côté du canal Rambler. Leur proximité du canal a nécessité des essais d'impact de navires par modélisation. Des essais en centrifugeuse géotechnique ont été réalisés avec un modèle à l’échelle 1:200 d'une section de l'étrave d’un navire et de la digue.

### Câbles
VSL International, filiale du groupe Bouygues spécialisée dans la précontrainte et l'haubanage, est intervenue dans la construction du pont.

## Galerie

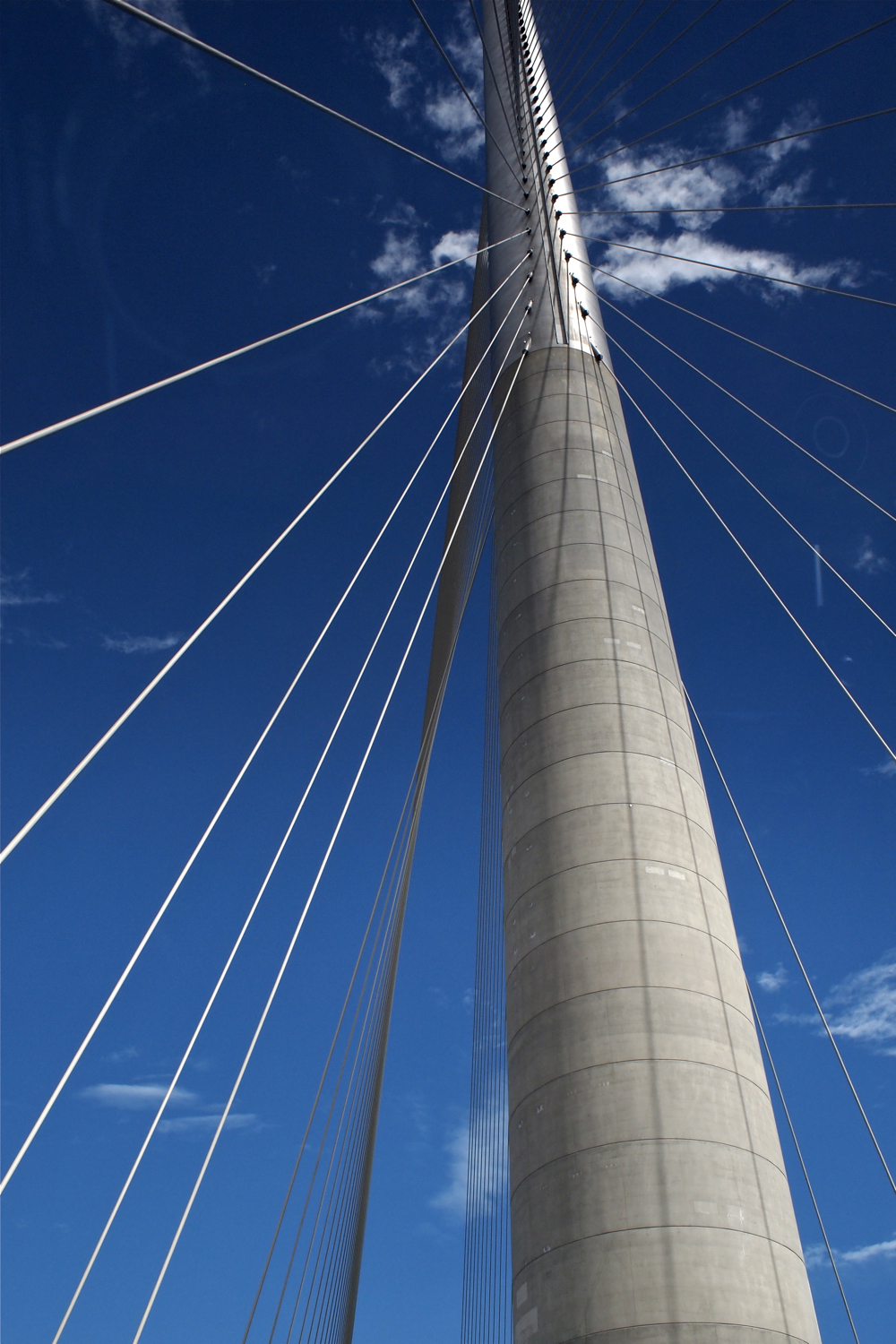
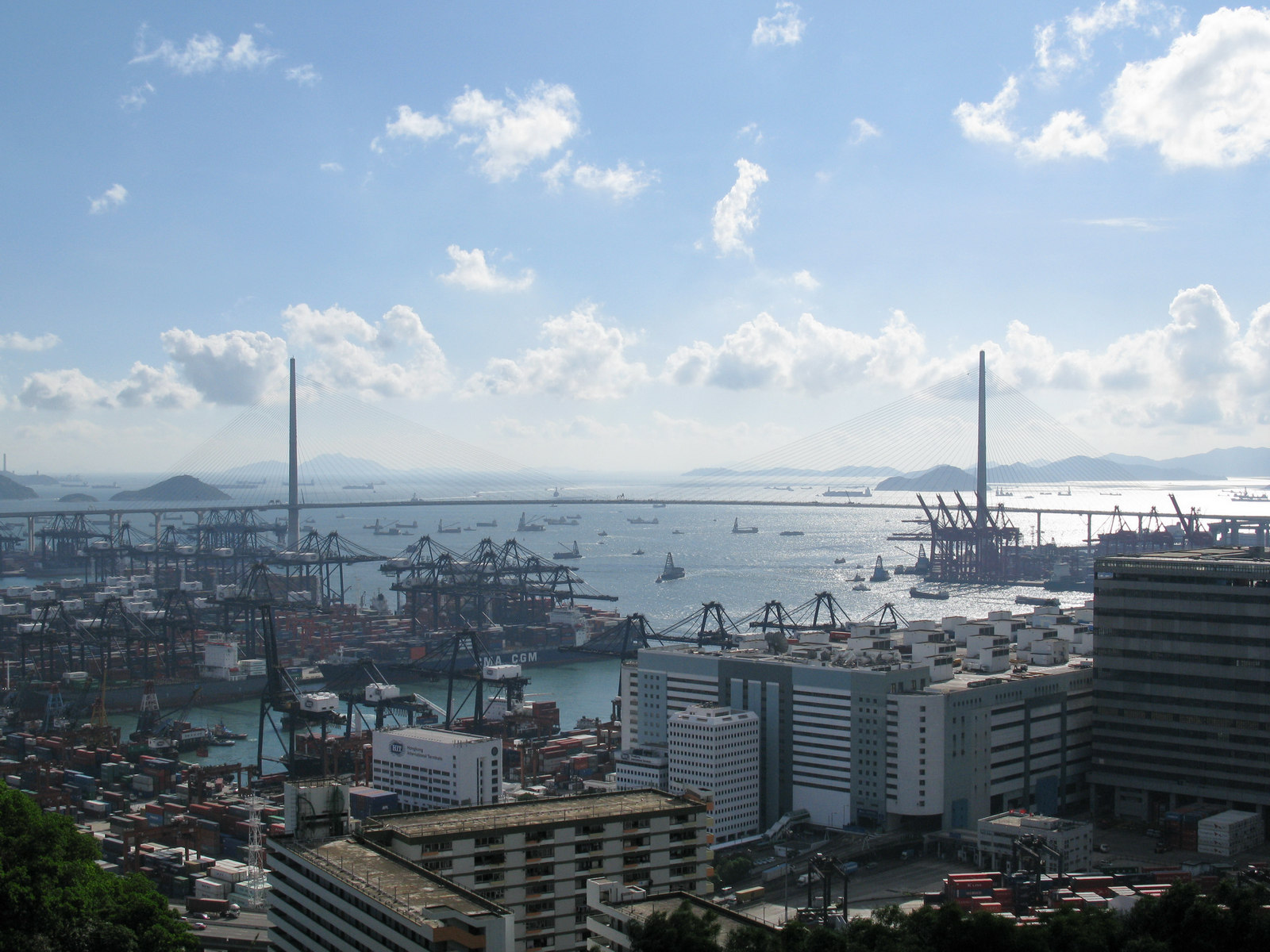
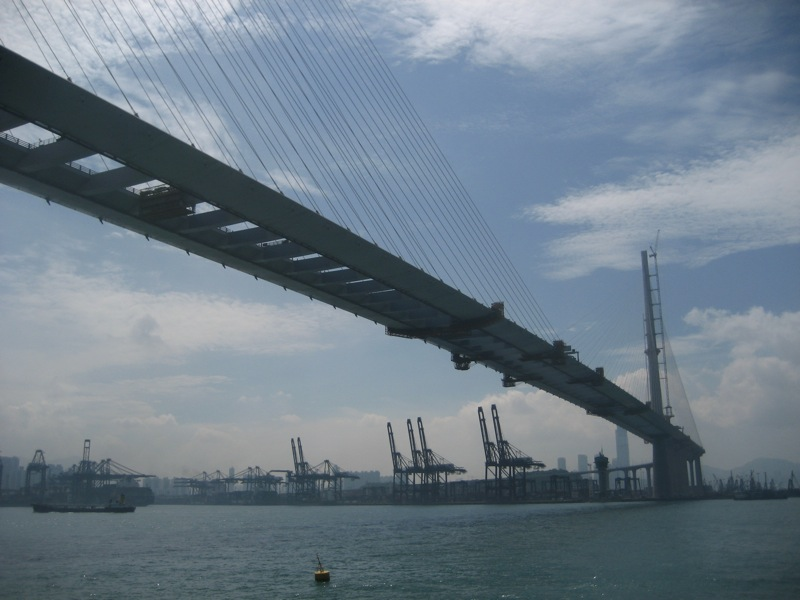
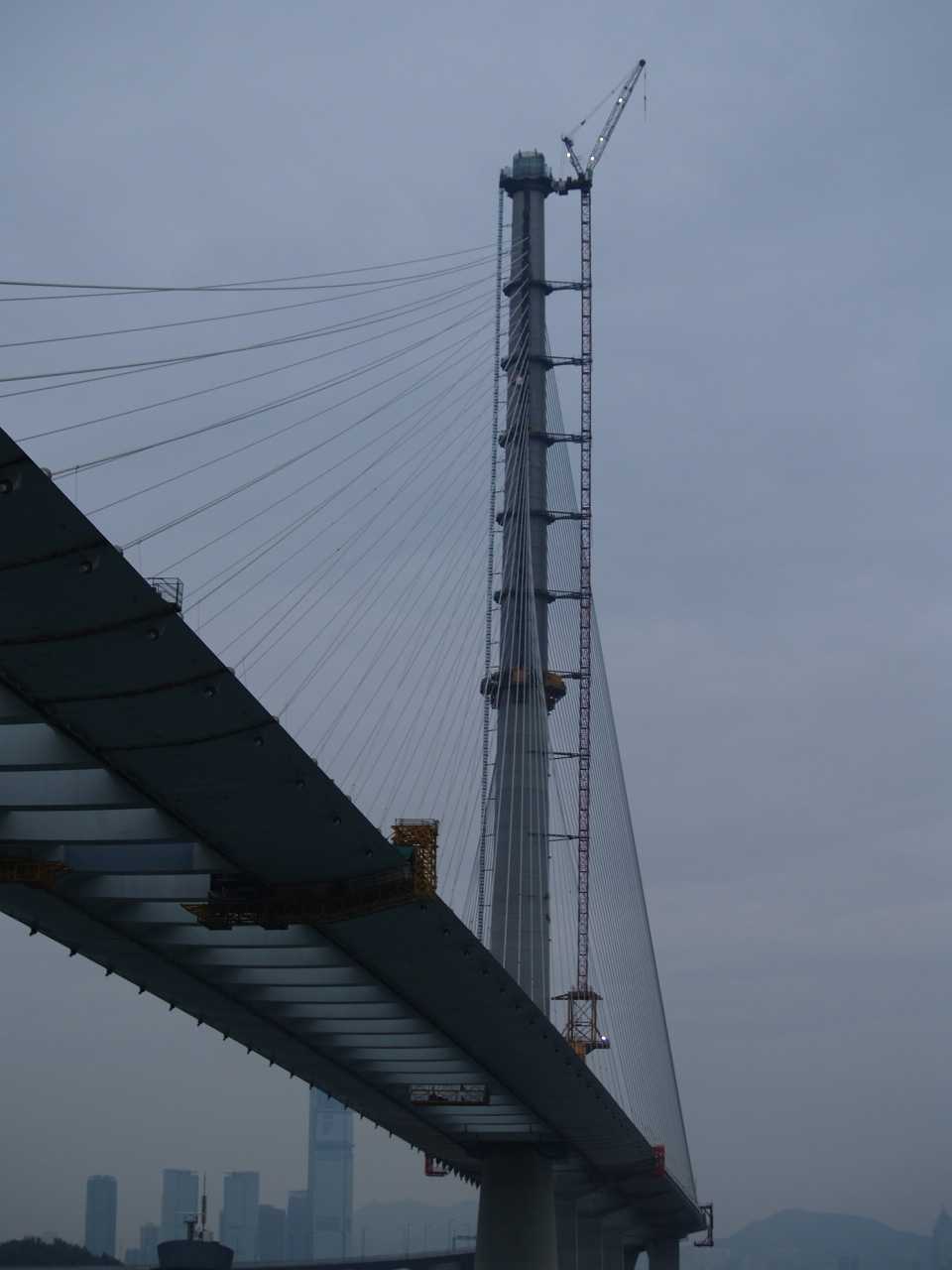
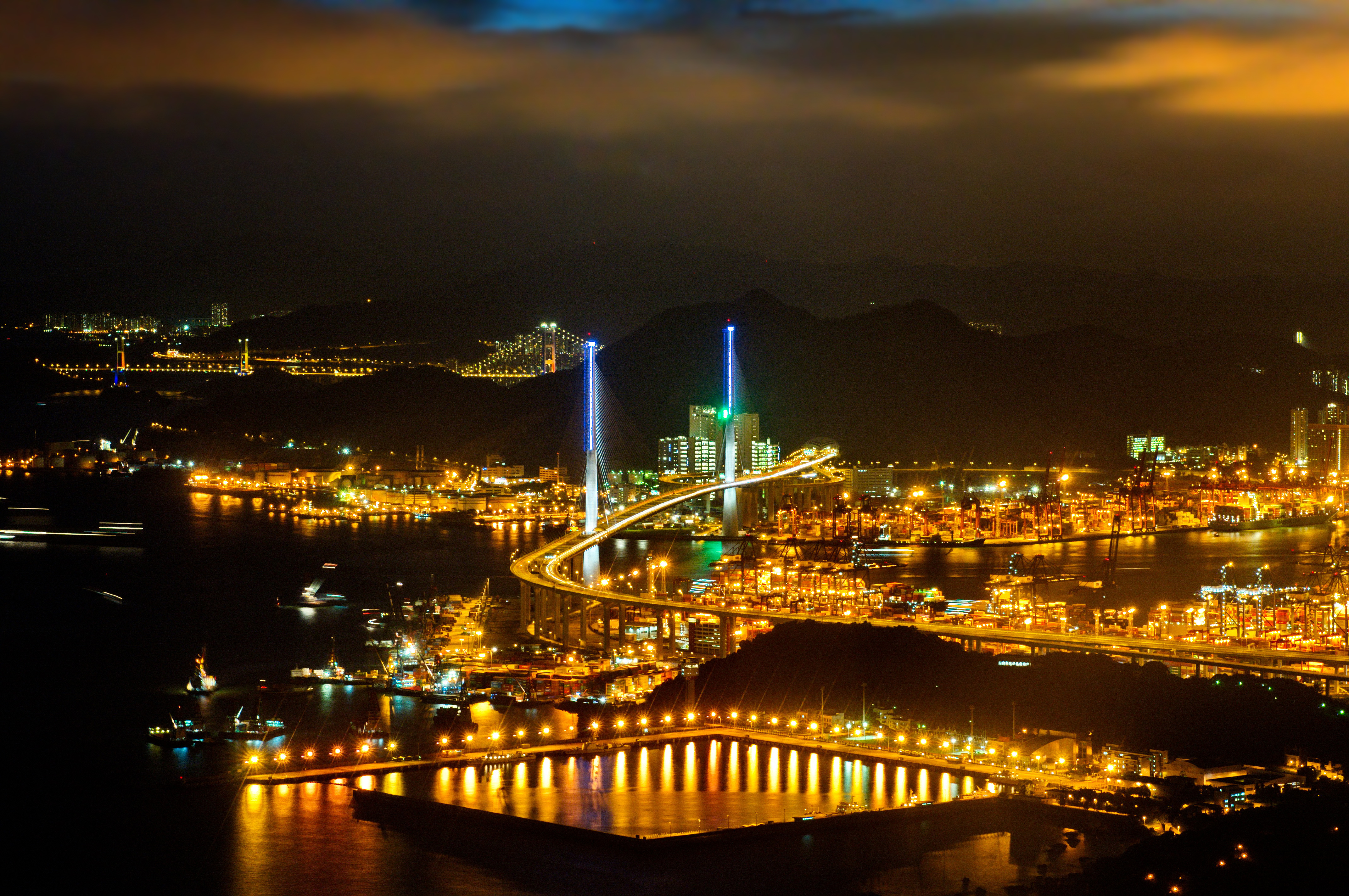

## Pour approfondir